# وينستون غراهام
وينستون غراهام (بالإنجليزية: Winston Graham)‏ (و. 1908 – 2003 م) هو كاتب، وروائي، وكاتب سيناريو بريطاني، ولد في مانشستر، كان عضوًا في الجمعية الملكية للأدب، توفي في لندن، عن عمر يناهز 95 عاماً.

## جوائز
حصل على جوائز منها:
- نيشان الامبراطورية البريطانية من رتبة ضابط
- زميل في الجمعية الملكية للأدب.

## وصلات خارجية
- وينستون غراهام على موقع IMDb (الإنجليزية)
- وينستون غراهام على موقع الموسوعة البريطانية (الإنجليزية)
- وينستون غراهام على موقع ميوزك برينز (الإنجليزية)
- وينستون غراهام على موقع قاعدة بيانات الأفلام السويدية (السويدية)
- وينستون غراهام على موقع قاعدة بيانات الفيلم (الإنجليزية)
- وينستون غراهام في قاعدة بيانات الأفلام على الإنترنت